# Квет, Роман
Ро́ман Квет (чеш. Roman Květ; род. 17 декабря 1997, Пршибрам) — чешский футболист, полузащитник клуба «Дендер».

## Клубная карьера
Квет — воспитанник клуба «Пршибрам». 5 ноября 2016 года в матче против столичной «Дуклы» он дебютировал в Гамбринус лиге. По итогам сезона клуб вылетел из элиты, но игрок остался в команде. В 2017 году в матче против «МАС Таборско» он дебютировал во Второй лиге Чехии. 5 мая 2018 года в поединке против «Варнсдорфа» Роман забил свой первый гол за «Пршибрам». В начале 2020 года Квет перешёл в «Богемианс 1905». 1 марта в матче против «Карвины» он дебютировал за новый клуб. 10 июня в поединке против «Словацко» Роман забил свой первый гол за «Богемианс 1905».
Летом 2022 года Квет перешёл в пльзеньскую «Викторию». 31 июля в матче против «Яблонца» он дебютировал за новую команду. В этом же поединке Роман забил свой первый гол за «Викторию».